# Sezione Place Vendôme
La sezione Place Vendôme era una delle 48 sezioni o distretti in cui fu suddivisa la città di Parigi dal 1790 al 1795. Cambiò il nome in sezione Piques il 9 settembre 1792, quando place Vendôme venne rinominata place des Piques e riassunse nuovamente il nome di sezione place Vendôme nel 1793. Il 19 vendemmiaio dell'anno IV (11 ottobre 1795) la città fu suddivisa in dodici arrondissement e la sezione prese il nome di quartiere place Vendôme il 10 maggio 1811.

## Storia
La sezione comprendeva 1.200 cittadini attivi sul totale dei 13.428 che allora risiedevano nel quartiere Vendôme-Madeleine. Le riunioni si svolgevano nella chiesa dei Cappuccini, non più esistente. Si trattava di uno dei circoli parigini più moderati dell'epoca. Una radicalizzazione dei suoi programmi si ebbe con l'ingresso tra le sue file dei cosiddetti "cittadini passivi", cioè coloro che, essendo i più poveri, non erano soggetti a imposte. A quella data il numero dei suoi iscritti era di 3.540 cittadini.
I limiti territoriali di questa sezione erano definiti dalla superficie delimitata da rue de la Madeleine, rue Saint-Honoré, rue de la Pologne, rue Saint-Lazare, rue de la Chaussée-d'Antin, rue de Louis-le-Grand, Place Vendôme, rue Saint-Honoré, rue de la Madeleine.
Il membro più famoso di questa sezione fu senza dubbio Robespierre. Egli fece parte della commissione di cinque commissari inviata dalla sezione presso il comune di Parigi l'11 agosto 1792 per partecipare al consiglio generale ivi tenuto. Il 27 agosto venne nominato presidente della sezione. In seguito venne eletto alla Convenzione Nazionale, ma mantenne comunque un certo controllo sull'attività della sezione.
Anche François-Nicolas Vincent, esponente di primo piano degli Hébertisti, era membro di questa sezione, prima di essere ghigliottinato nel marzo del 1794. Il marchese de Sade fu segretario della sezione Piques (di cui era membro dal luglio del 1790) a partire dal settembre del 1792. L'anno successivo divenne presidente della sezione, mantenendo però solo per breve tempo questo incarico, per contrasti con i colleghi.